# 波圖格薩北山羊
波圖格薩北山羊（学名：Capra pyrenaica lusitanica），又名葡萄牙羱羊，是已滅絕的西班牙羱羊的亞種，棲息葡萄牙山區、加利西亞、阿斯图里亚斯及坎塔布里亞西部。牠們的大小及毛色與西班牙羱羊相近，傾向褐色而非黑斑。牠們的角與其他伊比利半島的亞種明顯不同，約只有普通西班牙羱羊的角的一半長度及兩倍闊度，底部兩角較為接近。

## 滅絕
直至1800年，波圖格薩北山羊的數量豐富，但其後因獵殺而急速下降。牠們於5月時份會走到較低海拔的地方，這正是獵人捕殺牠們的時機。牠們的肉可供食用，胃糞石是有效的解毒劑。毛皮可以製作為披肩，角則可以用來裝飾及製作成號角。1870年前，牠們很稀有。最後紀錄的群落是於1886年發現。一頭雌羊於1889年被捕獲，但卻只生存了三天。翌年發現兩頭因雪崩而死了的雌羊。最後已知的波圖格薩北山羊是於1890年在西班牙死亡，不過於1892年有指在葡萄牙見到一頭雌羊。現時另一個亞種Capra pyrenaica victoriae被引入牠們以往的分佈地。在倫敦曾存放著一個標本，但卻於1978年的大火中燒毀。

### 可能成因
獵殺及其他人為因素是波圖格薩北山羊最有可能的滅絕成因。一些科學家指灰狼及金鵰、疾病及雌雄比例不均亦是其他因素。

## 外部連結
- The Extinction Website - Portuguese Ibex
- Origins of Domestic Goats